# Ono Takeshi (1962)
Takeshi Ono (小野 剛, sinh ngày 17 tháng 8 năm 1962) là một huấn luyện viên và cựu cầu thủ bóng đá người Nhật Bản.

## Sự nghiệp Huấn luyện viên
Takeshi Ono đã dẫn dắt Sanfrecce Hiroshima và Roasso Kumamoto.